# Peragrarchis emmilta
Peragrarchis emmilta är en fjärilsart som beskrevs av Diakonoff 1989. Peragrarchis emmilta ingår i släktet Peragrarchis och familjen Carposinidae. Inga underarter finns listade i Catalogue of Life.